# إبولي
إبولي (بالإيطالية: Eboli)‏ مدينة إيطاليا في مقاطعة ساليرنو ضمن إقليم كامبانيا، على الحافة الجنوبية لتلال مشرفة على وادي سيلي. يبلغ عدد سكانها 36,879 ومساحتها 138.7 كم ².
مركز زراعي، وتشتهر إبولي أساسا لزيت الزيتون ومنتجات الالبان.
Eburum القديمة كانت مدينة لوكانية لم يذكرها إلا بليني الأكبر وسجلها، غير بعيدة عن الحدود الكامبانية. وهي تقع فوق طريق Via Popilia الذي اتبعته السكك الحديدية الحديثة.

## السكان
في سنة 1861 بلغ عدد السكان 6٬943 نسمة، وتطور العدد ليصل في سنة 2011 لـ 38٬219 نسمة.
يظهر هذا المخطط البياني تطور النمو السكاني لـ إبولي

## أعلام
- دومينيكو كاسو
- إيمانويلي بيلاردي